# Jordi-Agustí Piqué i Collado
Jordi-Agustí Piqué i Collado (Lleida, 1963) és un monjo benedictí de Montserrat que s'ha dedicat a la composició i a la intrepretació de l'orgue.

## Biografia
Estudià piano a Lleida amb Pepita Cervera i, més tard, a l'Escola de Música de Barcelona. Paral·lelament, cursà la carrera d'orgue amb Josep Maria Mas i Bonet, amb el qual també treballà el baix continu i la música antiga. Estudià l'harmonia amb el compositor Benet Casablancas i la fuga amb Marcos Bosch. Obtingué el Premi d'Honor de Fi de Grau Superior d'Orgue. Va ser professor superior d'aquest instrument i de solfeig, i fundà i dirigí l'Escola de Música de Mollerussa, amb l'estreta col·laboració de Màrius Bernadó. Ha format part de l'Orquestra Catalana de Cambra amb la qual va fer nombrosos concerts com a intèrpret de baix continu.
L'any 1990 ingressà com a monjo a l'Abadia de Montserrat. Va fer els corresponents estudis de Teologia i exercí d'organista a la Basílica del Monestir. El 1997 va ser nomenat Mestre de capella i director de l'Escolania de Montserrat, càrrec que exercí fins a l'any 2000. Creà i dirigí la Capella de Música i la Capella de Música Instrumental de Montserrat. Ha escrit diverses composicions per a la litúrgia i per a l'Escolania de Montserrat.
El desembre del 2012 va ser elegit degà-president del Pontifici Institut Litúrgic de Roma (PIL), i nomenat un cop rebut el vistiplau de la Congregació de l'Educació Catòlica del Vaticà. Va ser el primer català amb aquest càrrec.